# Marin Aničić
Marin Aničić, né le 17 août 1989 à Mostar en Yougoslavie, est un footballeur international bosnien, qui évolue au poste de défenseur au FK Sarajevo.

## Biographie

### Carrière en club
Marin Aničić dispute 13 matchs en Ligue des champions, pour un but inscrit, et 14 matchs en Ligue Europa. Il inscrit son premier but en Ligue des champions le 25 novembre 2015, lors d'un match contre le Benfica Lisbonne comptant pour la phase de groupes.

### Carrière internationale
Marin Aničić compte une sélection avec l'équipe de Bosnie-Herzégovine depuis 2016. 
Le 1er septembre 2015, il est convoqué pour la première fois en équipe de Bosnie-Herzégovine par le sélectionneur national Mécha Baždarević, pour les matchs des éliminatoires de l'Euro 2016 contre la Belgique et Andorre mais n'entre pas en jeu.
Le 25 mars 2016, il honore sa première sélection contre le Luxembourg en amical. Le match se solde par une victoire 3-0 des Bosniens.

## Palmarès
- Avec le Zrinjski Mostar
  - Champion de Bosnie-Herzégovine en 2009 et 2014

- Avec le FK Astana
  - Champion du Kazakhstan en 2014 et 2015
  - Vainqueur de la Supercoupe du Kazakhstan en 2015